# セリンtRNAリガーゼ
セリンtRNAリガーゼ(Serine—tRNA ligase、EC 6.1.1.11)は、以下の化学反応を触媒する酵素である。
ATP + L-セリン + RNA{\displaystyle \rightleftharpoons }AMP + 二リン酸 + L-セリルtRNASer
従って、この酵素は、ATPとL-セリンとRNAの3つの基質、AMPと二リン酸とL-セリル-tRNASerの3つの生成物を持つ。
この酵素はリガーゼに分類され、特にアミノアシルtRNAと関連化合物に炭素-酸素結合を形成する。系統名はL-セリン:tRNASerリガーゼ(AMP生成)(L-Serine:tRNASer ligase (AMP-forming))である。セリルtRNAシンターゼ、セリントランスラーゼ等とも呼ばれる。この酵素は、グリシン、セリン、トレオニンの代謝及びアミノアシルtRNAの生合成に関与している。

## 構造
2007年末時点で、13個の構造が解かれている。蛋白質構造データバンクのコードは、1SER、1SES、1SET、1SRY、1WLE、2CIM、2CJ9、2CJA、2CJB、2DQ0、2DQ1、2DQ2、2DQ3である。